# Хьюитт, Джо (программист)
Джо Хьюитт (англ. Joe Hewitt) — программист, известный работой над браузером Firefox и связанными инструментами для разработки программного обеспечения, такими как Firebug и DOM Inspector.
С 2000 по 2003 год работал над программированием пользовательского интерфейса в Netscape. Впоследствии, работал над проектом пользовательского интерфейса Boxely в AOL, который используется такими программами, как AIM Triton и AOL Explorer.
Он работал в Parakey с Блейком Россом. Parakey была приобретена Facebook в июле 2007 года.
В июле 2007 года Джо Хьюитт выпустил библиотеку пользовательского интерфейса IUI, которая значительно упростила разработку Safari для iPhone. В августе 2007 года он написал iPhone-версию Facebook. Хьюитт был ответственным за создание приложения Facebook для iPhone, которое в настоящее время является наиболее часто скачиваемым приложением для iPhone всех времен. В ноябре 2009 года Хьюитт прекратил разработку приложения из-за политики Apple. В январе 2009 года он выпустил открытую библиотеку Three20 для iPhone-разработчиков.
В 2011 году сообщил об уходе из компании Facebook.